# Historias de la calle
Historias de la calle es el álbum debut de la banda chilena Gufi. Este álbum, financiado por Sony-México, originalmente iba a ser lanzado el año 2003 bajo esa placa, pero hubo un largo retraso en su lanzamiento, más problemas de la banda, que incluyen la muerte de una de sus integrantes y la partida de otro, hicieron que recién el 2005 este álbum fuera lanzado, bajo discografía independiente Spam. La canción «Por ella» logró ser el segundo tema más tocado en las radios chilenas en el segundo semestre del 2003; las canciones «Paul», «Eso es todo lo que soy», «Mejor muertos», «Punk superstars» y «Televisión» fueron los demás sencillos, que también estuvieron entre los temas más pedidos por la gente a las emisoras radiales chilenas. Además este último mencionado, se encuentra en el Ke patine la risa de Tronic como Tele culiá.

## Lista de canciones
1. "Eso Es Todo Lo Que Soy" - 3:30
2. "Punk Superstars" - 3:07
3. "Joshie" - 3:24
4. "Paul" - 3:46
5. "Juan" - 3:12
6. "Mejor muertos" - 4:03
7. "Televisión" - 4:03
8. "Yuyu" - 2:49
9. "Dino Shit" - 3:36
10. "Por Ella" - 3:29
11. "Cociname" - 3:46 (originalmente de Glup!)
12. "Punk Superstars (Versión 2)" - 2:50
13. "Sheep" - 2:08
14. "LokoLoko" - 2:51
15. "For The Father" - 1:15
16. "If You Want It" - 2:02